# Gäulandschaft an der Würm
Das FFH-Gebiet Gäulandschaft an der Würm ist ein im Jahr 2005 durch das Regierungspräsidium Stuttgart nach der Richtlinie 92/43/EWG (Fauna-Flora-Habitat-Richtlinie) angemeldetes Schutzgebiet (Schutzgebietskennung DE-7319-341) im deutschen Bundesland Baden-Württemberg. Mit Verordnung des Regierungspräsidiums Stuttgart zur Festlegung der Gebiete von gemeinschaftlicher Bedeutung vom 30. Oktober 2018 (in Kraft getreten am 11. Januar 2019), wurde das Schutzgebiet ausgewiesen. 

## Lage
Das weit zerstreute, 850,6 Hektar große Schutzgebiet gehört zum Naturraum 122 – Obere Gäue. Das Gebiet liegt südlich von Weil der Stadt und erstreckt sich über die Markungen von neun Städten und Gemeinden in den Landkreisen Böblingen und Calw:
- Gechingen: 93,57 ha = 11 %
- Ostelsheim: 59,55 ha = 7 %
- Aidlingen: 306,23 ha = 36 %
- Grafenau: 25,52 ha = 3 %
- Magstadt: 42,53 ha = 5 %
- Nufringen: 8,50 ha = 1 %
- Renningen: 93,57 ha = 11 %
- Sindelfingen: 8,50 ha = 1 %
- Weil der Stadt: 204,15 ha = 24 %

## Beschreibung und Schutzzweck
Kuppige Muschelkalkhochfläche mit reich gegliederter Kulturlandschaft des Heckengäus. Das Schutzgebiet besteht aus 17 Teilgebieten.

### Lebensraumklassen
(allgemeine Merkmale des Gebiets) (prozentualer Anteil der Gesamtfläche)
Angaben gemäß Standard-Datenbogen aus dem Amtsblatt der Europäischen Union
|                                                                       |                                                                       |  |      |      |
| N10 – Feuchtes und mesophiles Grünland                                | N10 – Feuchtes und mesophiles Grünland                                |  | 38 % | 38 % |
| N15 – Anderes Ackerland                                               | N15 – Anderes Ackerland                                               |  | 9 %  | 9 %  |
| N16 – Laubwald                                                        | N16 – Laubwald                                                        |  | 23 % | 23 % |
| N17 – Nadelwald                                                       | N17 – Nadelwald                                                       |  | 1 %  | 1 %  |
| N19 – Mischwald                                                       | N19 – Mischwald                                                       |  | 19 % | 19 % |
| N21 – Nicht-Waldgebiete mit hölzernen Pflanzen                        | N21 – Nicht-Waldgebiete mit hölzernen Pflanzen                        |  | 6 %  | 6 %  |
| N22 – Binnenlandfelsen, Geröll- und Schutthalden, Sandflächen         | N22 – Binnenlandfelsen, Geröll- und Schutthalden, Sandflächen         |  | 1 %  | 1 %  |
| N23 – Sonstiges (Städte, Straßen, Deponien, Gruben, Industriegebiete) | N23 – Sonstiges (Städte, Straßen, Deponien, Gruben, Industriegebiete) |  | 3 %  | 3 %  |
|                                                                       |                                                                       |  |      |      |

### Lebensraumtypen
Folgende Lebensraumtypen nach Anhang I der FFH-Richtlinie kommen im Gebiet vor:
| EU Code | Lebensraumtyp (offizielle Bezeichnung)                                                               | Kurzbezeichnung                   | Fläche in Hektar |
| ------- | --- | --------------------------------- | ---------------- |
| 5130    | Formationen von Juniperus communis auf Kalkheiden und -rasen                                         | Wacholderheiden                   | 024,40           |
| 6110    | Lückige basophile oder Kalk-Pionierrasen (Alysso-Sedion albi)                                        | Kalk-Pionierrasen                 | 000,25           |
| 6210    | Naturnahe Kalk-Trockenrasen und deren Verbuschungsstadien (Festuco-Brometalia)                       | Kalk-Magerrasen                   | 061,10           |
| 6510    | Magere Flachland-Mähwiesen (Alopecurus pratensis, Sanguisorba officinalis)                           | Magere Flachland-Mähwiesen        | 086,20           |
| 9130    | Waldmeister-Buchenwald (Asperulo-Fagetum)                                                            | Waldmeister-Buchenwald            | 138,10           |
| 91E0    | Auen-Wälder mit Alnus glutinosa und Fraxinus excelsior (Alno-Padion, Alnion incanae, Salicion albae) | Auenwälder mit Erle, Esche, Weide | 000,32           |

### Zusammenhängende Schutzgebiete
Mehrere Landschaftsschutzgebiete überschneiden sich ganz oder teilweise mit dem FFH-Gebiet. Folgende Naturschutzgebiete liegen im FFH-Gebiet:
- Hacksberg und Steckental
- Kasparsbrunnen-Ried-Binn
- Merklinger Ried
- Mittelberg
- Venusberg-Wolfsäcker-Besental/Halde